# Šigeiči Nagano
Šigeiči Nagano (長野 重一, Nagano Šigeiči, 30. března 1925, Óita - 30. ledna 2019, Meguro (目黒)) byl japonský pouliční a reportážní fotograf.

## Životopis
Nagano se narodil ve městě Óita v prefektuře stejného jména. Vystudoval ekonomii na Univerzitě Keió v Tokiu. Po absolvování nastoupil do obchodní společnosti, ale brzy z této práce odešel. Byl rekrutován Jónosukem Natorim pro týdeník Šúkan San Njúsu (週刊サンニュース) a v roce 1949 přesídlil k vydavatelství Iwanami šoten (岩波書店) kde znovu pro Natoriho fotografoval pro asi padesát štíhlých svazků ve vydavatelství Iwanami šašin bunko. Od roku 1954 pracoval na volné noze a soustředil se na práci pro časopisy.
Během šedesátých let Nagano pozoroval období intenzivního ekonomického růstu v Japonsku a humorně na fotografiích líčit životy sararímanů v Tokiu. Fotografie z tohoto období byly publikovány pouze v knižní podobě o skoro třicet let později, jako Dorímu eidži a 1960 (1978 a 1990).
V roce 1964 Nagano pracoval v oblasti kinematografie pro film Tokyo Olympiad Kona Ičikawy a poté přešel k práci ve filmu a televizi, zejména v televizních reklamách.
Nagano vystavoval některé své pouliční fotografie a v roce 1986 získal Cenu Nobua Iny. Od té doby vydal několik knih se svými cykly a získal za ně řadu ocenění. V roce 2000 měl velkou retrospektivní samostatnou výstavu v Tokijském muzeu fotografie.
Nagano zemřel dva měsíce před svými 94. narozeninami, 30. ledna 2019.

## Knihy Naganových děl

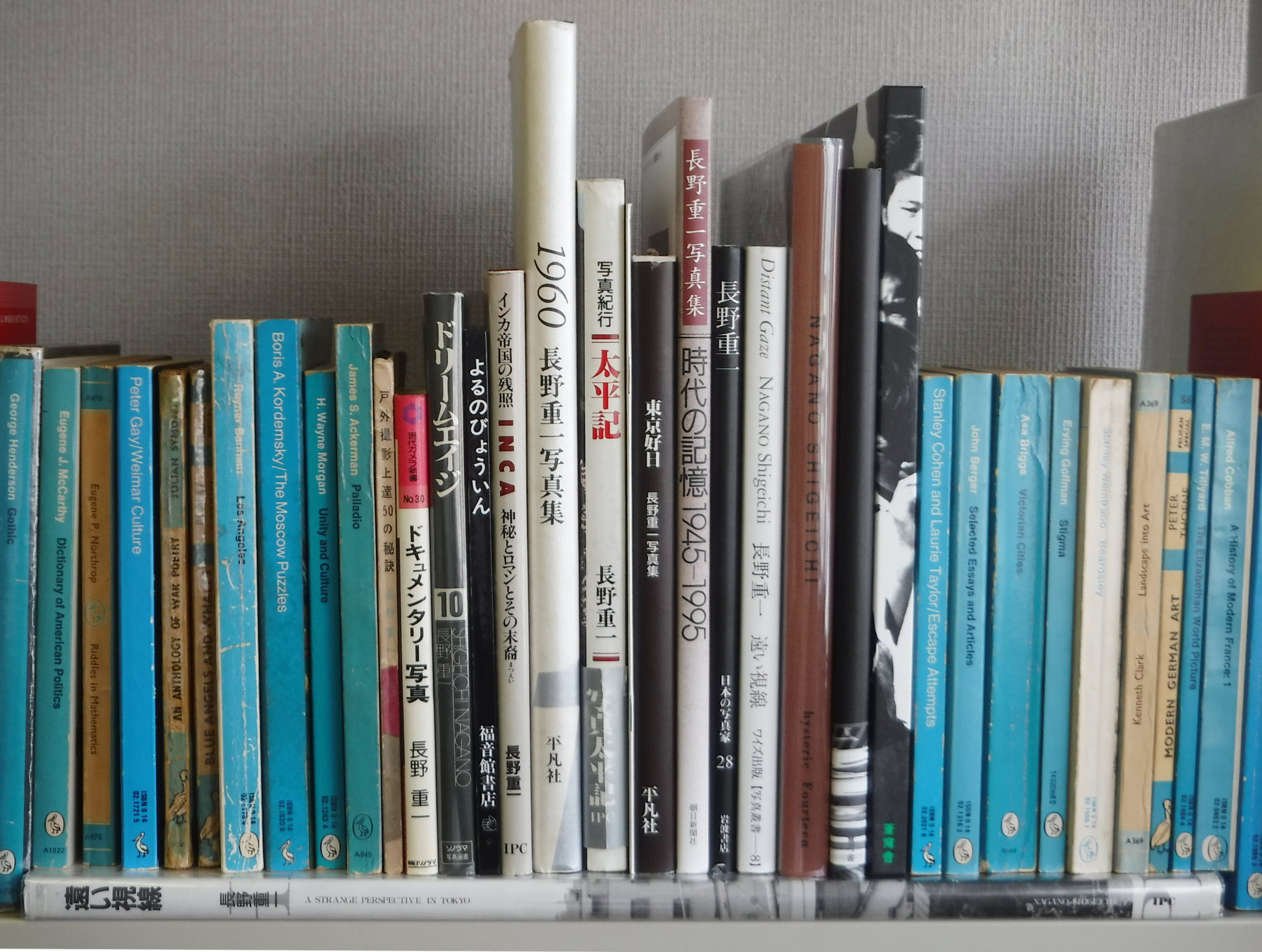
Naganovy knihy, zleva doprava: Kogai sacuei džótacu 50 no hikecu; Dokjumentarí šašin; Japanonské období snů; Nemocnice v noci (pozdější vydání); Inka teikoku no zanšó; 1960; Taiheiki; Nagano Šigeiči sakuhinten: 1960 Berurin Nihon; Tókjó kódžicu; džidai no kioku 1945–1995; Nagano Šigeiči (Nihon no šašinka); Distant Gaze; Nagano Šigeiči (Hysteric 14); Distant Gaze: Temný květ zimy; Hongkong Reminiscence 1958

- Iwanami šašin bunko (岩波写真文庫). Tokio: Iwanami. (japonsky) Nagano je autorem fotografií pro 50 nebo 60 částí z této velké sady. Obsahují:
  - Kamakura. 1950. Reprint: Tokio: Iwanami, 1988. ISBN 4-00-003549-5.
  - Nagasaki. 1951.
  - Hirošima. 1952.
- Kogai sacuei džótacu 50 no hikecu (戸外撮影上達50の秘訣). Tokio: Genkóša, 1954. (japonsky)
- Dokjumentarí šašin (ドキュメンタリー写真). Gendai kamera šinšo 30. Tokio: Asahi Sonorama, 1977. (japonsky)
- Dorímu eidži (ドリ-ムエイジ) / Japan's Dream Age. Sonorama šašin senšo 10. Tokio: Asahi Sonorama, 1978. (japonsky)(anglicky) Nové vydání Naganových fotografií urbanistického Japonska v období velkého růstu.
- Joru no bjóin (よるのびょういん) / The Hospital at Night. Tokio: Fukuinkan, 1979. (japonsky) Nagano poskytl fotografie pro tuto tenkou dětskou knížku, jejíž text písmem hiragana napsal Šuntaró Tanikawa. Reprint: Tokio: Fukuinkan, 1985. ISBN 4-8340-0134-2.
- Inka teikoku no zanšó: Šinbi to roman to sono macuei (インカ帝国の残照：神秘とロマンとその末裔). Tokio: IBC, 1988. ISBN 4-87198-787-6. (japonsky)
- Tói šisen: 1980–1989 Tokio (遠い視線：1980–1989 Tokio), Zvláštní perspektiva v Tokiu. Tokio: IBC, 1989. ISBN 4-87198-800-7. (japonsky)
- 1960: Nagano Šigeiči šašinšú (1960：長野重一写真集). Tokio: Heibonša, 1990. ISBN 4-582-27722-5. (japonsky) Naganovy černobílé fotografie pořízené v roce 1960 v Berlíně a v Japonsku.
- Taiheiki: Šašin kikó (太平記 写真紀行). Tokio: IBC, 1991. (japonsky) ISBN 4-87198-834-1.
- Nagano Šigeiči sakuhinten: 1960 Berurin Nihon (長野重一作品展: 1960ベルリン・日本). JCII Photo Salon Library 7. Tokio: JCII Photo Salon, 1991. (japonsky) Výstavní katalog.
- Tókjó kódžicu (東京好日). Tokio: Heibonša, 1995. ISBN 4-582-27732-2. (japonsky) Popisky uvádějí rok a umístění v japonském skriptu; eseje jsou také v japonštině.
- Džidai no kioku 1945–1995: Nagano Šigeiči šašinšú (時代の記憶1945–1995: 長野重一写真集). Tokio: Asahi Šinbunša, 1995. ISBN 4-02-258611-7. (japonsky)
- Nagano Šigeiči (長野重一). Nihon no šašinka. Tokio: Iwanami, 1999. ISBN 4-00-008368-6. (japonsky) Průzkum Naganova díla.
- Kono kuni no kioku: Nagano Šigeiči, šašin no šigoto (この国の記憶：長野重一・写真の仕事) / Japonská kronika: Nagano Šigeiči: Život ve fotografii. Tokio: Nihon šašin kikaku, 2000. ISBN 4-930887-28-3. (japonsky) Katalog výstavy pořádané v Tokijském muzeu fotografie, 2000. Popisky jsou v angličtině a v japonštině, ostatní text pouze v japonštině.
- Tói šisen (遠い視線) / Distant Gaze. Tokio: Wides, 2001. ISBN 4-89830-091-X. (japonsky)
- Nagano Šigeiči (長野重一). Hysteric 14. Tokio: Hysteric Glamour, 2005. (japonsky)(anglicky)  Fotografie 1949–59, 2001–2004. Popisky jsou v angličtině a v japonštině.
- (japonsky) Tókjó 1950 nendai (東京1950年代, Tokio v 50. letech 20. století). Tokio: Iwanami, 2007. ISBN 978-4-00-024162-5. (japonsky) Fotografie ulic Tokia. Esej napsal: Saburó Kawamoto.
- Tói šisen: Gentó (遠い視線 玄冬) / Distant Gaze: Dark Blossom of Winter. Tokio: Sókjúša , 2008. (japonsky)
- Honkon cuioku (香港追憶) / Hongkong  Reminiscence 1958. Tokio: Sókjúša, 2009. (japonsky)(anglicky) Fotografie Hongkongu pořízené v roce 1958. Krátký text v angličtině a v japonštině, popisky jen v japonštině.
- Magadžin wáku 60 nendai (マガジン・ワーク60年代) / Magazine Work 60s. Tokio: Life Goes On & Taxi (distrib. Heibonša), 2009. ISBN 978-4-582-27775-3. (japonsky)(anglicky) Díla publikovaná v časopisech v období 1958–1971. Text v angličtině a japonštině.

## Díla s Naganovými příspěvky
- Denša ni miru toši fúkei 1981–2006 (電車にみる都市風景 1981–2006 / Scenes of Tokyo City: Prospects from the Train 1981–2006. Tama City, Tokio: Tama City Cultural Foundation Parthenon Tama, 2006. Výstavní katalog, popisky a text v angličtině a v japonštině.
- Feustel, Marc. Japonská poválečná fotografie, Hamaja Hiroši, Nagano Šigeiči a Takejoši Tanuma. Paříž: Studio Equis, 2005.
- Feustel, Marc. Eyes of an Island, Japanese Photography 1945–2007. Paříž: Studio Equis, 2007.
- Hiraki, Osamu, a Keiiči Takeuči. Japon, un autoportrait: Photographies 1945–1964. Paříž: Flammarion, 2004. ISBN 2-08-011330-5.
  - Japan, a Self-Portrait: Photographs 1945–1964. Paříž: Flammarion, 2004. ISBN 2-08-030463-1.
  - Nihon no "džigazó", 1945–1964 (日本の「自画像」, 1945–1964). Tokio: Iwanami Šoten, 2004. ISBN 4-00-008215-9.
  - Nihon no džigazó: Šašin ga egaku sengo, 1945–1964 (日本の自画像 写真が描く戦後, 1945–1964). Tokio: Kurevisu, 2009.
- Iwanami šoten henšúbu (岩波書店編集部). Tačiagaru Hirošima 1952 (立ち上がるヒロシマ1952). Tokio: Iwanami Šoten, 2013. ISBN 9784000259101. Nagano je prezentován jako jeden z mála fotografů.
- Nihon šašin no tenkan: 1960 nendai no hjógen (日本写真の転換：1960時代の表現) / Innovation in Japanese Photography in the 1960s. Tokio: Tokijské muzeum fotografie, 1991.  Výstavní katalog, text v angličtině a v japonštině. str. 90–97 zobrazují fotografie ze série Dream Age.
- Šašintoši Tókjó (写真都市Tokio) / Tokyo/City of Photos. Tokio: Tokijské muzeum fotografie, 1995. Katalog výstavy z roku 1995. Popisky a text v angličtině a v japonštině.
- Tókjó: Toši no šisen (東京：都市の視線) / Tokyo: A city perspective. Tokio: Tokijské muzeum fotografie, 1990.  Popisky a text v japonštině a v angličtině.